# Adolphe Adam

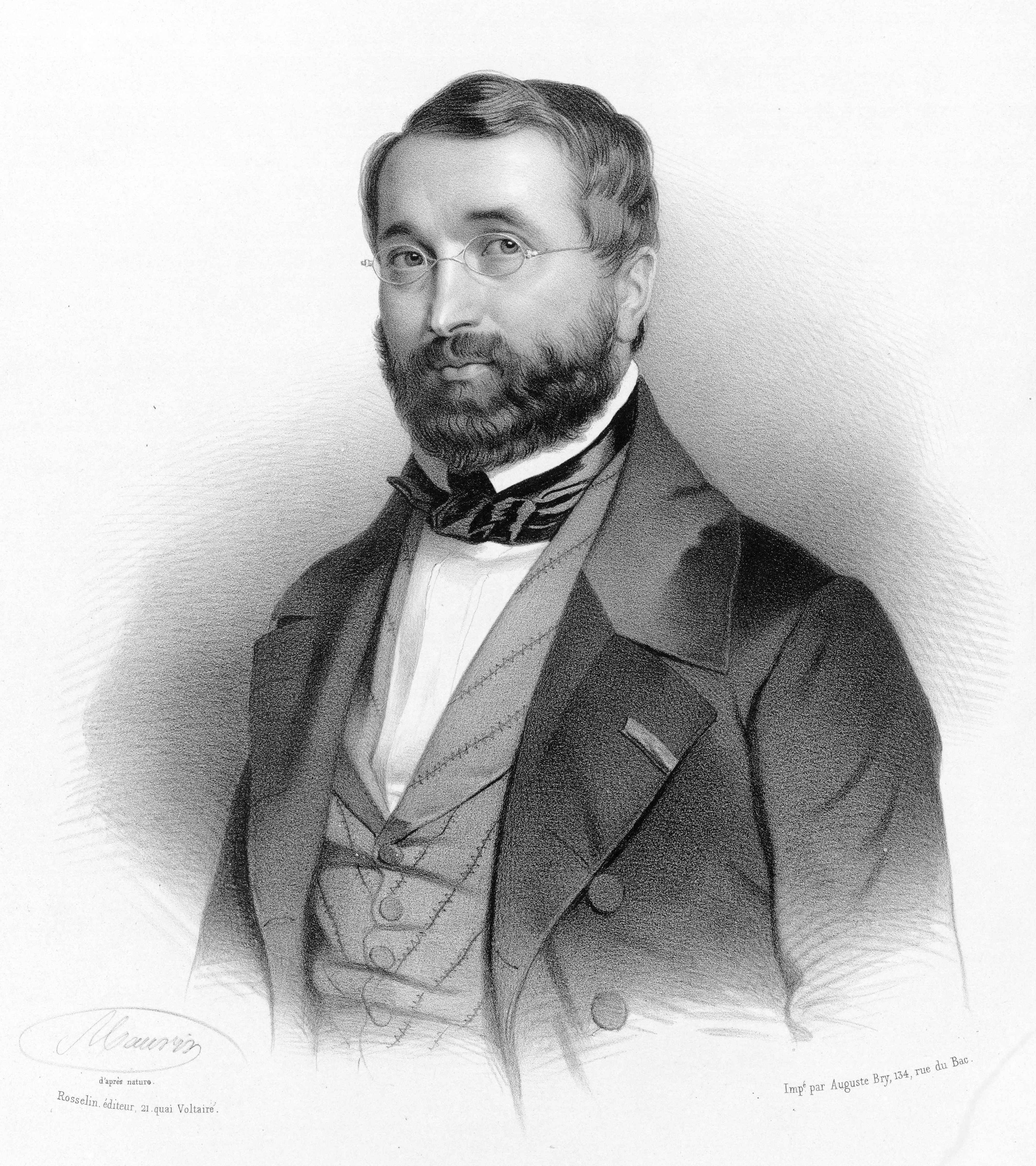
Adolphe Adam, 1840

Adolphe Charles Adam (Aussprache [a'dɑ̃] oder wegen der elsässischen Herkunft auch [a'dam]) (* 24. Juli 1803 in Paris; † 3. Mai 1856 ebenda) war ein französischer Opern- und Ballettkomponist. Zu seinen bekanntesten Werken zählen die Oper Der Postillon von Lonjumeau, das Ballet Giselle sowie das Weihnachtslied Minuit, chrétiens. Aus Motiven seiner Oper Der Bauer von Preston arrangierte der Komponist Carl Zulehner (1805–1847) den Mainzer Narrhallamarsch.

## Leben

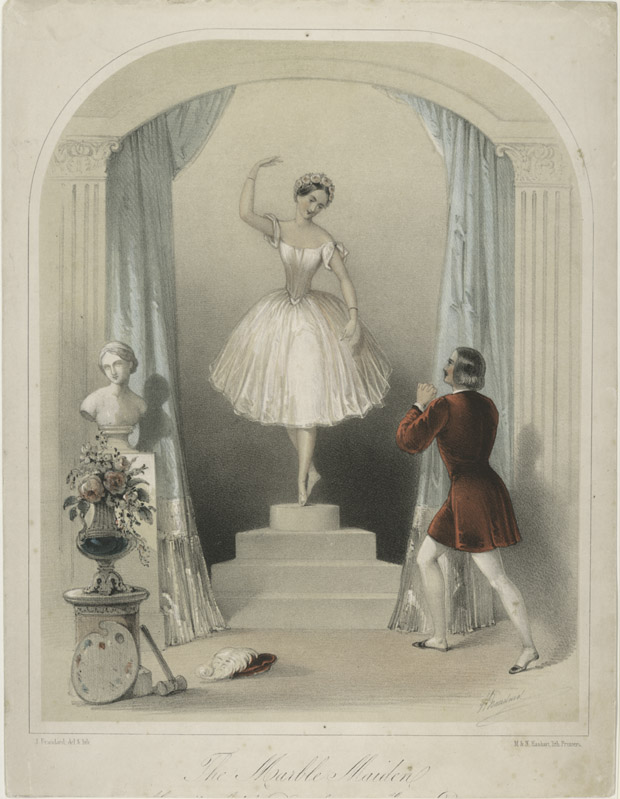
The Marble Maiden, Lithographie, London 1845

Adolphe Adam war der Sohn des Komponisten und Klaviervirtuosen Louis Adam, der viele Jahre als Professor am Conservatoire de Paris lehrte. Er war Schüler seines Vaters. Dieser sprach sich gegen eine Musikerlaufbahn des Sohnes aus, womit Adolphe Adam gegen dessen Widerstand Schüler Anton Reichas und für kurze Zeit auch François-Adrien Boieldieus am Pariser Konservatorium wurde.
Seine Laufbahn als Komponist begann Adolphe Adam mit Fantasien und Variationen über Opernmelodien. Er schrieb dann Arietten für die Vaudevilles kleiner Theater sowie mehrere Operetten und trat 1836 mit der Oper Der Postillon von Lonjumeau hervor, die allgemeinen Beifall erntete. Ihr folgte bald eine Reihe ähnlicher Werke im leichten komischen Genre, etwa Der Brauer von Preston, Zum treuen Schäfer, Die Rose von Péronne und Der König von Yvetot.
Nach seinem Studium war Adam Leiter einer Operntruppe und feierte als Klaviervirtuose einige Erfolge. Mit 26 Jahren schrieb Adam seinen ersten Einakter, Pierre et Catherine. Danach komponierte er in kaum zwei Jahren fünf weitere Opern, die meist im Stil der Opera buffa gehalten sind. Auch das französische Weihnachtslied Minuit, chrétiens stammt von ihm. Viel Erfolg hatte sein melodienreiches, geistvoll instrumentiertes Ballett Giselle.
Adolphe Adam wurde 1844 zum Mitglied der Académie des Beaux-Arts ernannt. 1847 gründete er ein drittes lyrisches Theater in Paris, das anfangs große Erfolge erzielte, aber infolge der Februarrevolution 1848 zu Grunde ging, wobei Adam sein Vermögen verlor. 1849 wurde er anstelle seines Vaters zum Lehrer der Komposition am Pariser Konservatorium ernannt, wo er bis zu seinem Tod tätig war. Laut Augsburger Tagblatt vom 8. Mai 1856 starb er in seinem Bett an einem „Blutschlag“ (vermutlich einem Schlaganfall). Insgesamt komponierte er 53 Opern und Ballette.

## Werke

### Ballette
| Titel                                                                | Typ                                                | Libretto / Choreographie                                                                                       | Uraufführung                                        |
| -------------------------------------------------------------------- | -------------------------------------------------- | --- | --------------------------------------------------- |
| La chatte blanche zusammen mit Casimir Gide                          |                                                    | | 26. Juli 1830 Paris, Théâtre des Nouveautés         |
| Faust                                                                | 3 Akte                                             | | 1832 London                                         |
| La fille du Danube                                                   | 2 Akte (4 Bilder)                                  | Eugène Desmares. / Filippo Taglioni                                                                            | 21. S9.1836 Paris, Opéra                            |
| Les Mohicans                                                         | 2 Akte.                                            | F.Guerra | 5. Juli 1837 Paris, Opéra                           |
| L’écumeur des mers                                                   |                                                    | | 1840                                                |
| Die Hamadryaden                                                      | choreographisch-musikalisches Intermezzo, 2 Teile. | Ch.: de Colombey und Paolo Taglioni                                                                            | 28. April 1840 Berlin, Königl.Theater               |
| Giselle ou Les Willis deutsch Giselle                                | Ballet-pantomime 2 Akte                            | Théophile Gautier und Jules Henri Vernoy de Saint-Georges, nach Heinrich Heine / Jean Coralli und Jules Perrot | 28. Juni 1841 Paris, Opéra. 1843 Berlin             |
| La jolie fille de Gand deutsch Das schöne Mädchen von Gent           | Ballet-pantomime 3 Akte (9 Bilder)                 | Jules Henri Vernoy de Saint-Georges und Albert. / Albert (F.Decombe)                                           | 22. Juni 1842 Paris, Opéra                          |
| Le diable à quatre                                                   | Ballet-pantomime, 2 Akte (4 Bilder)                | Adolphe de Leuven, nach Jean Michel Sedaine./ Joseph Mazilier                                                  | 11. August 1845 Paris, Opéra. Deutsch: 1846 Hamburg |
| La fille de marbre (The Marble Maiden)                               |                                                    | | 1845                                                |
| Griseldis ou Les cinq sens                                           | 3 Akte                                             | Philippe François Pinel Dumanoir. / J.Mazilier                                                                 | 16. Februar 1848 Paris, Opéra                       |
| La Filleule des fées (zusammen mit A. de Clémenceau de Saint-Julien) | Ballet-féerie 3 Akte (7 Bilder)                    | Jules Perrot und Jules Henri Vernoy de Saint-Georges / Jules Perrot                                            | 8. Oktober 1849 Paris, Opéra                        |
| Orfa                                                                 | 2 Akte                                             | François-Hippolyte Levroy und Henri Trianon. / J.Mazilier                                                      | 29. Dezember 1852 Paris, Opéra                      |
| Le Corsaire                                                          | Ballet-pantomime, 3 Akte (5 Bilder) und Epilog     | Jules Henri Vernoy de Saint-Georges, nach Lord Byron The Corsair/ Joseph Mazilier                              | 23. Januar 1856 Paris, Opéra                        |

### Bühnenmusiken
| Titel                                                 | Typ                            | Libretto                                                                                        | Uraufführung                                  |
| ----------------------------------------------------- | ------------------------------ | ----------------------------------------------------------------------------------------------- | --------------------------------------------- |
| Guillaume Tell                                        | Schauspielmusik, Drama 5 Akte  | Joseph Xavier Boniface Saintine, Charles Désiré Dupeuty und Villeneuve, nach Friedrich Schiller | 16. Juni 1828 Paris, Théâtre du Vaudeville    |
| Isaura                                                | Schauspielmusik, Drama 3 Akte  | Antier und Nézel                                                                                | 1. Oktober 1829 Paris, Théâtre des Nouveautés |
| La Faridondaine (Zusammen mit Louis Adolphe de Groot) | Schauspielmusik, Drama 5 Akte. |                                                                                                 | 30. Dezember 1852 Paris, Porte St.Martin      |

### Opern / Vaudevilles
| Titel | Typ                                                                   | Libretto | Uraufführung |
| --- | --------------------------------------------------------------------- | --- | --- |
| La baiser au porteur | Vaudeville                                                            | Augustin Eugène Scribe, Justin Marie Alexis Gensoul und Charles de Courcy                                           | 9. Juni 1824 Paris, Théâtre du Vaudeville                                                                                              |
| Les hussards de Felsheim | Vaudeville 3 Akte                                                     | | März 1827 Paris, Théâtre du Vaudeville                                                                                                 |
| L’exilé | Vaudeville                                                            | | Frühjahr 1827 Paris, Théâtre du Vaudeville                                                                                             |
| La dame jaune | Vaudeville                                                            | | Frühjahr 1827 Paris, Théâtre du Vaudeville                                                                                             |
| L’héritière et l’orpheline | Vaudeville                                                            | | Mai 1827 Paris, Théâtre du Vaudeville                                                                                                  |
| Perkins Warbeck | Vaudeville 3 Akte                                                     | | Herbst 1827 Paris, Théâtre du Vaudeville                                                                                               |
| Monsieur Botte | Vaudeville 3 Akte                                                     | | November 1827 Paris, Théâtre du Vaudeville                                                                                             |
| Le caleb de Walter Scott | Vaudeville 1 Akt                                                      | | Dezember 1827 Paris, Théâtre du Vaudeville                                                                                             |
| Le mal du pays ou La bâtelière de Brientz | Operette 1 Akt                                                        | Augustin Eugène Scribe und Anne-Honoré-Joseph Duveyrier (Mélesville)                                                | 28. Dezember 1827 Paris, Théâtre du Gymnase-Dramatique                                                                                 |
| Valentine ou La chute des feuilles | Vaudeville 2 Akte                                                     | | Frühjahr 1828 Paris, Théâtre des Nouveautés                                                                                            |
| Le barbier châtelain | Vaudeville 3 Akte                                                     | | Frühjahr 1828 Paris, Théâtre des Nouveautés                                                                                            |
| Le jeune propriétaire et le vieux fermier | Opéra comique 3 Akte                                                  | Armand d'Artois. | 6. Februar 1829, Paris, Théâtre des Nouveautés                                                                                         |
| Pierre et Catherine | Opéra comique, 1 Akt                                                  | nach Jules Henri Vernoy de Saint-Georges                                                                            | September 1829, Paris, Opéra-Comique                                                                                                   |
| Danilowa | Opéra comique 3 Akte                                                  | Jean Baptiste Charles Vial und Paul Duport                                                                          | 23. April 1830 Paris, Opéra-Comique |
| Les trois Catherine | Opéra comique 3 Akte                                                  | Guillaume Edouard Monnais und Paul Duport                                                                           | 26. Juli 1830 Paris, Théâtre des Nouveautés                                                                                            |
| Trois jours en une heure Zusammen mit Henri Romagnesi                                                                                               | Opéra comique 1 Akt                                                   | Jules Joseph Gabriel und Michel Masson                                                                              | 21. August 1830 Paris, Opéra-Comique                                                                                                   |
| Joséphine ou Le retour de Wagram | Opéra comique 1 Akt                                                   | Jules Joseph Gabriel und Ferdinand Simon de Laboullaye                                                              | 2. Dezember 1830 Paris, Opéra-Comique                                                                                                  |
| Le morceau d’ensemble | Opéra comique 1 Akt                                                   | Frédéric de Courcy und Pierre François Adolphe Carmouche                                                            | 7. März 1831 Paris, Opéra-Comique |
| Le Grand Prix ou Le voyage à frais communs | Opéra comique 3 Akte                                                  | Jules Joseph Gabriel und Auguste Michel Benoît Gaudichot Masson                                                     | 9. Juli 1831 Paris, Opéra-Comique |
| Casimir ou Le premier tête-à-tête | Opéra comique 3 Akte                                                  | Charles Desnoyers                                                                                                   | 1. Dezember 1831 Paris, Théâtre des Nouveautés                                                                                         |
| His First Campaign | Military Spectacle 2 Akte                                             | James Robinson Planché                                                                                              | 1. Oktober 1832 London, Covent Garden                                                                                                  |
| The Dark Diamond | Historical Melodrama 3 Akte                                           | 5. November 1832 London, Covent Garden                                                                              | |
| Le proscrit ou Le tribunal invisible | Opéra-Comique 3 Akte                                                  | Joseph Xavier Boniface Saintine und Pierre François Adrien Carmouche                                                | 18. September 1833 Paris. |
| Une bonne fortune | Opéra comique 1 Akt                                                   | A.Fénéol und Edouard Mennechet                                                                                      | 23. Januar 1834 Paris, Opéra-Comique                                                                                                   |
| Le chalet | Opéra comique 1 Akt                                                   | Augustin Eugène Scribe und Anne-Honoré-Joseph Duveyrier (Mélesville), nach J.W.von Goethe Jery und Bäteli           | 25. September 1834 Paris, Opéra-Comique. Englisch The Swiss Cottage: 12. September 1836 New York. Deutsch: 8. Dezember 1846 Frankfurt. |
| La marquise | Opéra comique 1 Akt                                                   | Jules Henri Vernoy de Saint-Georges und Adolphe de Leuven                                                           | 28. Februar 1835 Paris, Opéra-Comique                                                                                                  |
| Micheline ou L’heure de l’esprit | Opéra comique 1 Akt                                                   | Auguste Michel Benoît Gaudichot Masson, Théodore Ferdinand Vallou de Villeneuve und Amable Villain de Saint-Hilaire | 29. Juni 1835 Paris, Opéra-Comique |
| Le postillon de Lonjumeau dt.: Der Postillon von Lonjumeau engl.:Postilion!                                                                         | Opéra comique 3 Akte (120 Min.)                                       | Adolphe de Leuven und Léon-Lévy Brunswick                                                                           | 13. Oktober 1836 Paris, Opéra-Comique. 3. Juni 1837 Berlin 30. März 1837 London.                                                       |
| Le fidèle berger | Opéra comique 3 Akte                                                  | Augustin Eugène Scribe und Jules Henri Vernoy de Saint-Georges                                                      | 6. Januar 1838 Paris, Opéra-Comique. 15. September 1838 Berlin                                                                         |
| Le brasseur de Preston (Aus diesem Werk stammen der Narrhallamarsch und der Marsch AM II 113)                                                       | Opéra comique 3 Akte                                                  | Adolphe de Leuven und Léon Lévy Brunswick                                                                           | 31. Oktober 1838 Paris, Opéra-Comique 21. März 1839 Hamburg.                                                                           |
| Régine ou Les deux nuits | Opéra comique 2 Akte                                                  | Augustin Eugène Scribe                                                                                              | 17. Januar 1839 Paris, Opéra-Comique 24. August 1839 Berlin                                                                            |
| La reine d’un jour | Opéra comique 3 Akte                                                  | Augustin Eugène Scribe und Jules Henri Vernoy de Saint-Georges                                                      | 19. September 1839 Paris, Opéra-Comique 23. März 1840 München, 14. April 1840 Berlin                                                   |
| La rose de Péronne | Opéra comique 3 Akte                                                  | Adolphe de Leuven und Adolphe d’Ennery                                                                              | 12. Dezember 1840 Paris, Opéra-Comique                                                                                                 |
| La main de fer ou Un mariage secret | Opéra comique 3 Akte                                                  | Augustin Eugène Scribe und Adolphe de Leuven                                                                        | 26. Oktober 1841 Paris, Opéra-Comique                                                                                                  |
| Le roi d’Yvetôt | Opéra comique 3 Akte                                                  | Adolphe de Leuven und Léon Lévy Brunswick                                                                           | 13. Oktober 1842 Paris, Opéra-Comique. Deutsch: 25. März 1843 Leipzig                                                                  |
| Lambert Simuel | Opéra comique 3 Akte. Vollendung der Oper von François Louis H.Monpou | Augustin Eugène Scribe und Anne Honoré Joseph Mélesville                                                            | 14. September 1843 Paris, Opéra-Comique                                                                                                |
| Cagliostro | Opéra comique 3 Akte                                                  | Augustin Eugène Scribe und Jules Henri Vernoy de Saint-Georges                                                      | 10. Februar 1844 Paris, Opéra-Comique                                                                                                  |
| Richard en Palestine | Grand Opéra 3 Akte                                                    | Paul Foucher | 7. Oktober 1844 Paris, Opéra |
| La bouquetière | Opéra 1 Akt                                                           | Hippolyte Julien Joseph Lucas                                                                                       | 31. Mai 1847 Paris, Opéra |
| Les premiers pas ou Les deux génies ou Les mémoires de la blanchisseuse (Zusammen mit Daniel François E.Auber, Michele Carafa und Fromental Halévy) | Pasticcio 1 Akt und Prolog                                            | Alphonse Royer und Gustave Vaëz                                                                                     | 15. November 1847 Paris, Opéra |
| Le toréador ou L’accord parfait, deutsch Der Toreador oder Die perfekte Abmachung                                                                   | Opéra comique 2 Akte                                                  | Thomas Marie François Sauvage                                                                                       | 18. Mai 1849 Paris, Opéra-Comique. Deutsch: 27. März 1909 Berlin                                                                       |
| Le fanal | Opéra 2 Akte                                                          | Jules Henri Vernoy de Saint-Georges                                                                                 | 24. Dezember 1849 Paris, Opéra |
| Giralda ou La nouvelle Psyché, deutsch Giralda oder Die neue Psyché                                                                                 | Opéra comique 3 Akte (135 Min.)                                       | Augustin Eugène Scribe                                                                                              | 20. Juli 1850 Paris, Opéra-Comique. Deutsch: 25. Februar 1851 Berlin                                                                   |
| La poupée de Nuremberg, deutsch Die Nürnberger Puppe                                                                                                | Opéra comique 1 Akt (60 Min.)                                         | Adolphe de Leuven und Victor Arthur Rousseau de Beauplan                                                            | 21. Februar 1852 Paris, Opéra Comique. Deutsch: 26. November 1852 Berlin. Englisch Dolly: 26. Dezember 1860 Cork                       |
| Le farfadet | Opéra comique 1 Akt                                                   | François Antoine Eugène de Planard                                                                                  | 19. März 1852 Paris, Opéra-Comique |
| Si j’étais roi, deutsch Wenn ich König wär’ | Opéra comique 3 Akte                                                  | Adolphe d’Ennery und Jules Henri Brésil                                                                             | 4. September 1852 Paris, Théatre Lyrique. Deutsch: 21. Januar 1904 Breslau                                                             |
| Le sourd ou L’auberge pleine | Opéra comique 3 Akte                                                  | Adolphe de Leuven und Ferdinand Langlé, nach Pierre Jean Baptiste Choudard Desforges                                | 2. Februar 1853 Paris, Opéra-Comique. Deutsch Kein Platz im Gasthofe: 2. Dezember 1861 Wien                                            |
| Le roi des halles | Opéra comique 3 Akte                                                  | Adolphe de Leuven und Léon Lévy Brunswick                                                                           | 11. April 1853 Paris, Théâtre-Lyrique                                                                                                  |
| Le bijou perdu | Opéra comique 3 Akte                                                  | Adolphe de Leuven und Philippe Auguste Alfred Pittaud de Forges                                                     | 6. Oktober 1853 Paris, Théâtre-Lyrique                                                                                                 |
| Le muletier de Tolède | Opéra comique 3 Akte                                                  | Adolphe Philippe d'Ennery und Charles Clairville                                                                    | 16. Dezember 1854 Paris, Théâtre-Lyrique                                                                                               |
| À Clichy, épisode de la vie d’un artiste | Opéra comique 1 Akt                                                   | Adolphe Philippe d'Ennery und Eugène Grange                                                                         | 24. Dezember 1854 Paris, Théâtre-Lyrique                                                                                               |
| Le bousard de Berenchy | Opéra comique 2 Akte                                                  | Joseph Bernhard Rosier                                                                                              | 17. Oktober 1855 Paris, Opéra-Comique                                                                                                  |
| Falstaff | Opéra comique 1 Akt                                                   | Adolphe de Leuven und Jules Henri Vernoy de Saint-Georges                                                           | 18. Januar 1856 Paris, Théâtre-Lyrique                                                                                                 |
| Mam’zelle Geneviève | Opéra comique 2 Akte                                                  | Arthur de Beauplan und Léon Lévy Brunswick                                                                          | 23. März 1856 Paris, Théâtre-Lyrique                                                                                                   |
| Les pantins de Violette | Opéra comique 1 Akt                                                   | Léon Battu | 29. April 1856 Paris, Bouffes-Parisiens. Deutsch: 7. September 1861 Wien                                                               |
| Le dernier bal | Opéra comique                                                         | Augustin Eugène Scribe                                                                                              | Nicht aufgeführt |